# 基因組學
基因组学（英語：Genomics），或基因體學，是研究生物基因组和如何利用基因的一门学科。该学科提供基因组信息以及相关数据系统利用，试图解决生物，医学，和工业领域的重大问题。
基因组学能为一些疾病提供新的诊断、治疗方法。例如，对刚诊断为乳腺癌的女性，一个名为“Oncotype DX”的基因组测试，能用来评估病人乳腺癌复发的个体危险率以及化疗效果，这有助于医生获得更多的治疗信息并进行个性化医疗。基因组学还被用于食品与农业部门。
基因组学的主要工具和方法包括：生物信息学，遗传分析，基因表达测量和基因功能鉴定。

## 发展史

### 早期的测序工作
继1941年罗莎琳·富兰克林测得DNA的X射线衍射图像;1953年詹姆斯·沃森和弗朗西斯·克里克提出了DNA的双螺旋结构;1955年,弗雷德里克·桑格测定了胰岛素的氨基酸序列之后，核酸测序成为早期分子生物学家们的一个主要目标。

### DNA测序技术的开发
除了他对胰岛素的氨基酸序列的开创性工作之外，弗雷德里克·桑格和他的同事在能够启动建立全面的基因组测序计划的DNA测序技术的发展中起到了关键作用。在1975年，他和艾伦·库尔森（Alan Coulson）发表用DNA聚合酶和放射性标记的核苷酸的测序过程，他称为"加减测序法技术"。该过程可以达到80个核苷酸测序一次性测序，和之前还是非常费力的过程相比是一大进步。然而，在1977年，他的小组能测序5386个核苷酸的单链噬菌体Φ-X174噬菌體（Phage Φ-X174）中的绝大多数，完成了世界上第一个以DNA为基础的基因组完全测序。"加减测序法"的改进导致链终止法（chain termination method），或桑格测序法，形成了DNA测序，基因组图谱，数据存储的技术的基础，和在下一个四分之一世纪的研究中最广泛使用的生物信息学分析。在同一年，哈佛大学的沃尔特·吉尔伯特和艾伦·马克萨姆（Allan Maxam）独立开发出DNA测序的马克萨姆-吉尔伯特测序（Maxam-Gilbert法，又称化学法），涉及在DNA已知的碱基优先断裂，一种效率较低的方法。由于他们在核酸测序开创性的工作，吉尔伯特和桑格与保罗·伯格（重组DNA）分享1980年度的诺贝尔化学奖。

### 完整的基因组
基因组学出现于1980年代，1990年代随着几个物种基因组计划的启动，基因组学取得长足发展。相关领域是遗传学，其研究基因以及在遗传中的功能。
- 1977年，噬菌体Φ-X174;（5,368碱基对）完全测序，成为第一个测定的基因组[1]。
- 1995年，嗜血流感菌（Haemophilus influenzae，1.8Mb）测序完成，是第一个测定的自由生活物种。从这时起，基因组测序工作迅速展开。
- 2001年，人类基因组计划公布了人类基因组草图，为基因组学研究揭开新的一页。
- 2012年，千人基因组计划

### “组学”革命
“组”在基因组一词中，意指一个物种的“全部”遗传组成。由于诸如基因组测序这样的大规模定量生物项目的成功，“组”的这个意义的使用已经扩展到其他相关领域。例如，蛋白质组指的是一个物种，组织或细胞内的全部蛋白质（表达的基因这里指被翻译成蛋白质）。蛋白质组学现在已经作为研究蛋白质组的专业术语。虽然该术语使用的增长导致一些科学家（Jonathan Eisen 等）声称它被超卖了，它反映了对完整或接近完整的定量分析方向的变化 一个系统的所有组成部分的分类。例如，在共生研究中，曾经仅限于研究单一基因产物的研究人员现在可以同时比较几种生物分子的总互补性。
请参见：组学主题列表 (生物学)

## 基因组分析
在一个生物体已被选择以后，基因组项目涉及三个部分：DNA测序，该序列的组件生成原有染色体的表示法，以及该表示法的注释和分析。

## 研究领域

### 比较基因组学
基因组间的相互比较已经导致一些惊人的生物学发现。如果某特定的DNA序列或DNA基序在某进化树分支上所有的物种都出现，则称该序列在这些物种间是保守的。某DNA序列的进化保守性提示拥有这些序列的物种具有相应的自然选择优势。同时也提示，其具有重要功能。这可能是蛋白编码序列或调控区域。对这些序列的实验研究表明，其中一部分被转录成小RNA，而这些小RNA的功能尚未研究清楚。
在两个进化树上距离较远，相关而又不处于同一进化分支中的物种间鉴定出相似序列（包括许多基因），促成了新理论的产生，该理论认为这些序列是通过水平基因转移而获得的。尽管这些基因看起来是从古细菌向真细菌进行转移，而这种现象在细菌间尤其显著。同时还注意到，细菌基因在真核生物核基因组中出现，而这些基因通常用来编码线粒体和叶绿体蛋白，这种现象也支持细胞器起源的内共生学说。该理论认为动物和植物基因组中发现的线粒体和叶绿体最初是自由生活的细菌，由祖先真核细胞吸收而来，后来逐步变成真核细胞的有机组成部分。

### 结构基因组学

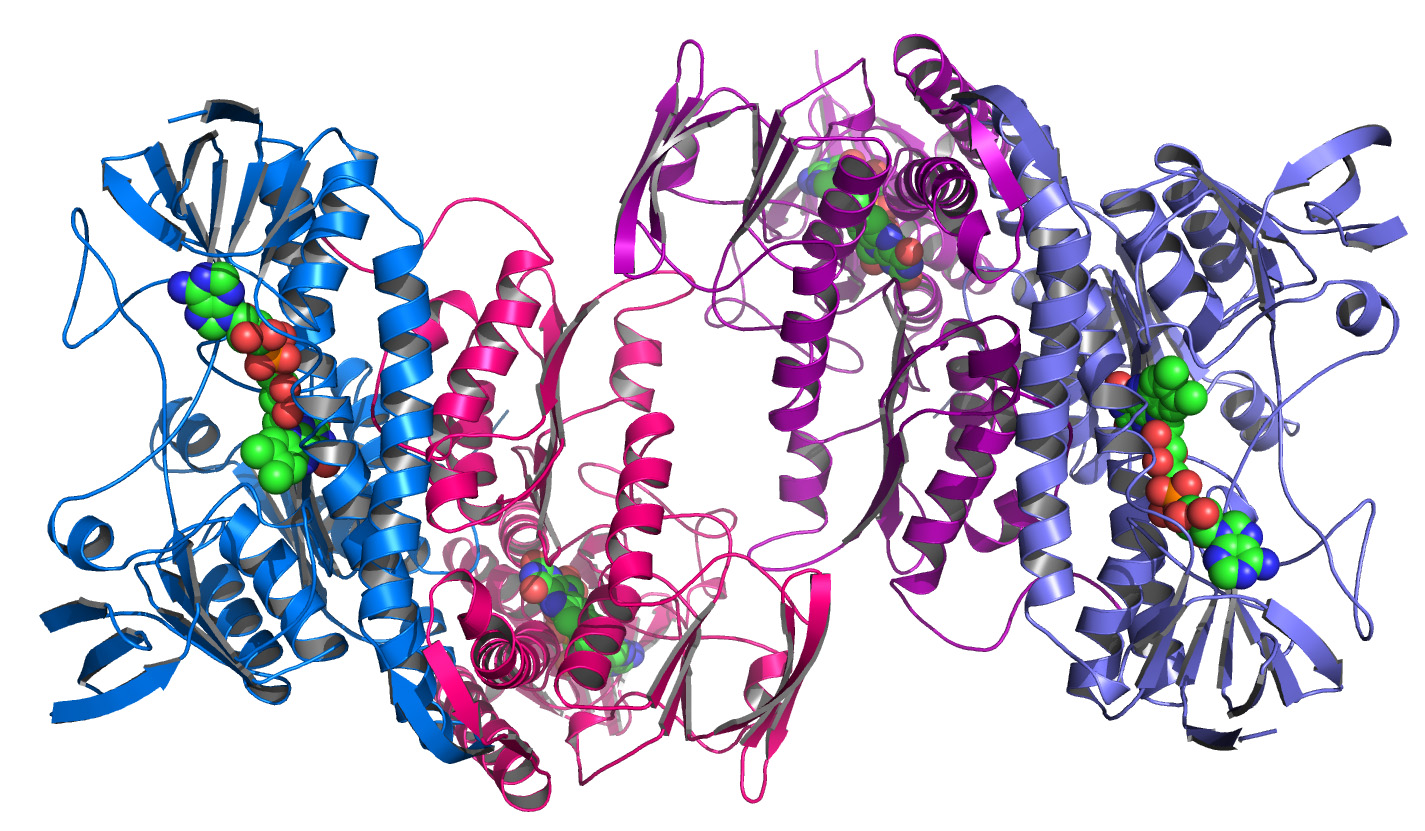
由中西部结构基因组学中心确定的蛋白质结构的一个例子。

结构基因组学（Structural Genomics）是基因组学的一个重要组成部分和研究领域，它是一门通过基因作图、核苷酸序列分析确定基因组成、基因定位的科学。结构基因组学寻求通过研究给定的基因组编码来测定每一种蛋白质的三维结构。这种基于基因组的方法允许通过实验和建模方法的组合来实现结构确定的高通量方法。 结构基因组学与传统结构预测之间的主要区别在于结构基因组学试图确定基因组编码的每种蛋白质的结构，而不是专注于一种特定的蛋白质。

### 功能基因组学
功能基因组学（Functional genomics）的研究又往往被称为后基因组学（Postgenomics）研究，它是利用结构基因组学提供的信息和产物，通过在基因组或系统水平上全面分析基因的功能,

### 元基因組學
元基因组学（英語：Metagenomics），又譯宏基因组学、總體基因體學，是一門直接取得環境中所有遺傳物質的研究。研究領域廣泛，也可稱為環境基因體學、生態基因體學或群落基因體學。在早期研究微生物基因體必須將環境基因DNA或RNA轉殖進入大腸桿菌體內，利用複製選殖方式，分析在自然環境中複製選殖特定基因(通常為16S rRNA)的多樣性。但是，這樣的工作表明，絕大多數的微生物生物多樣性已被基於複製選殖的方法所遺漏。最近的研究使用“霰彈槍”或PCR定向測序來獲得來自所有樣本社區所有成員的所有基因的大部分無偏差的樣本基因。由於其能夠揭示以前隱藏的微生物多樣性，總體基因體學提供了一個強大的鏡頭，用於觀察微生物世界，這些微生物世界有可能徹底改變對整個生命世界的理解。

### 营养基因组学
营养基因组学的研究方面是检测和操纵植物中的微量营养代谢途径,

### 遗传相似性
学界常用某特定物种的DNA序列共享人类序列的百分比来表示相似性。该数字显示了两物种之间碱基对相同的百分比。这里所列的是相对于人类的遗传相似性，并列出了数据来源。
这些数据来源于不同的二级数据源，并用不同的方法获得（例如DNA-DNA杂交或序列比对），这可能导致相同物种间的比较得到不同的结果。因此，这些数据应该仅仅用作大致相似性。
| 物种         | 相似性 | 数据来源                                                                 |
| ------------ | ------ | ------------------------------------------------------------------------ |
| 人类         | 99.9%  | 引自2000年1月，美国总统克林顿国会演讲;同时参见人类基因组计划             |
| 人类         | 100%   | 同卵双生                                                                 |
| 黑猩猩       | 98.4%  | 医学发展美国人联会（AMP）; Jon Entine in the San Francisco Examiner      |
| 黑猩猩       | 98.7%  | Celera基因组中心Richard Mural, quoted on MSNBC                           |
| 倭黑猩猩     |        | 同黑猩猩                                                                 |
| 大猩猩       | 98.38% | 基于物种间非重复DNA的研究，发表在Am J Hum Genet.（2001）Feb;682:444-56上 |
| 小鼠         | 98%    | 医学发展美国人联会（AMP）                                                |
| 小鼠         | 85%    | 比较所有的蛋白编码序列, NHGRI                                            |
| 狗           | 95%    |                                                                          |
| 秀麗隱桿線蟲 | 74%    |                                                                          |
| 香蕉         | 50%    | 医学发展美国人联会（AMP）                                                |
| 水仙花       | 35%    |                                                                          |

## 基因组学的应用
基因组学已经在许多领域，包括医学，生物技术，人类学和其他社会科学提供应用。

### 基因组医学
下一代基因组技术允许临床医生和生物医学研究人员对于大量的研究种群数量大幅增加收集的基因组数据。也有越來越多的案例使用基因組學所得到的數據應用在個人化的治療上。

### 合成生物学和生物工程
基因组学知识的增长，使合成生物学有越来越多的复杂的应用。